# 중간질량 블랙홀
중간질량 블랙홀(Intermediate-mass black hole)은 크기가 초대질량 블랙홀보다작고 항성 블랙홀보다 큰 중간급의 블랙홀이다.

## 증거
중간질량 블랙홀에 대한 증거는 초대질량 블랙홀이나 항성 블랙홀에 대한 것보다 적다. 근처에 있는 은하의 일부 초발광 엑스레이 근원(Ultra-Luminous X ray Sources, ULXs)은 수백에서 수천M☉ 정도의 질량을 가진 중간질량 블랙홀로 의심되고 있다. 초발광 엑스레이 근원은 폭발적 항성생성 은하인 M82처럼 항성 생성 지역에서 관찰되는 것들이 있으며, 겉보기에도 이들 지역에서 관찰되는 젊은 성단과 연결되어 있다. 그러나 오직 존재가 밝혀진 중간질량 블랙홀의 동반성으로부터 비롯된 강착원반의 광학 스펙트럼의 분석을 통한 동적 질량 측정으로, 중간질량 블랙홀의 존재를 확인할 수 있다.
중간질량 블랙홀의 존재에 대한 추가적인 증거로는, 중간질량 블랙홀의 궤도상에 있는 소형 잔여물에서 방출되는 중력파가 있다. 또한, 낮은 광도의 은하에서 질량이 104에서 106M☉ 정도 되는 블랙홀의 존재가 M-시그마 관계로 예측된다.
그러나 어떻게 이러한 블랙홀이 형성되는지는 명확하지 않다. 매우 거대한 항성의 중력붕괴에 의해 형성된 항성 블랙홀의 일종으로 여겨지고 있다. 반면에, 은하의 중심에서 관측할 수 있는 높은 밀도 등의 극단적인 조건이 부족하여 초대질량 블랙홀이 되지 못한 것이라는 의견도 있다.
중간질량 블랙홀의 생성에 대한 두가지 인기있는 시나리오가 있다. 첫 번째는 항성 블랙홀과 기타 소형 물체가 중력파에 의해 합쳐져서 생성되었다는 것이다. 두 번째는 성단 내의 거대한 항성이 충돌하고 붕괴하여 중간질량 블랙홀이 되었다는 것이다.

## 발견
2004년 11월에 천문학자팀에 의하여 우리 은하의 첫 번째 중간질량 블랙홀인 GCIRS 13E이 궁수자리 A*에서 3광년가량 떨어져 공전하는 것이 보고되었다. 질량은 1,300M☉ 정도로, 아마 은하 중앙의 대규모 성단으로부터 떨어져나온 것으로 보이는 일곱개의 항성으로 이루어진 집단 내에 존재한다. 인근의 작은 블랙홀과 항성을 흡수하여 초대질량 블랙홀로 성장하는 것을 관찰할 수도 있을 것으로 예상된다. 최근 독일의 연구집단에 의한 중간질량 블랙홀이 있는 성단의 동적 연구를 기반으로, 은하 중심 근처에 중간질량 블랙홀이 있을 것이라고 의심되고있다. 은하 중심 부근의 중간질량 블랙홀은 초대질량 블랙홀 주변을 공전하는 항성의 섭동을 통해 포착할 수 있다.
2006년 1월에는 아이오와 대학의 Philip Kaaret 교수가 이끄는 팀이 NANA의 Rossi X-ray Timing Explorer를 이용하여 중간질량 블랙홀 후보에서의 준주기적인 진동을 발견하였다.
중간질량 블랙홀의 후보인 M82 X-1의 주변을 공전하는 적색 거성의 대기가 블랙홀로 빨려들어가고 있다.

## 같이 보기
- 블랙홀
  - 초대질량 블랙홀
  - 항성질량 블랙홀